# Kuča
Kuča ali Kuče (tudi: Kuçar, Kuchar; ujgursko كۇچار, Кучар; kitajsko: 龜茲; pinjin: Qiūcí, kitajsko: 庫車; pinjin: Kùchē; Predloga:Lang-sa), je bilo starodavno budistično kraljestvo na odcepu svilne poti, ki je potekala vzdolž severnega roba današnje puščave Takla Makan v Tarimski kotlini in južno od reke Muzat.
Nekdanje območje Kuča zdaj leži v današnji prefekturi Aksu v Šindžjangu na Kitajskem. Mesto Kuča je sedež okrožja Kuča v prefekturi Aksu. Njegovo prebivalstvo je bilo leta 1990 ocenjeno na 74.632.

## Etimologija
Zgodovina toponimov za sodobno Kučo ostaja nekoliko problematična; vendar je jasno, da Kuča, Kučar (v turških jezikih) in Kučé (sodobna kitajščina) ustrezajo kušanski indijski pisavi iz pozne antike.
Medtem ko kitajske transkripcije Han ali Tang nakazujejo, da je bila Küchï izvirna oblika imena, je Guzan (ali Küsan) izpričan v Starih tibetanskih analih (s.v.), ki izvirajo iz leta 687. Ujgurski in kitajski prepisi iz obdobja Mongolskega cesarstva podpirajo obliki Küsän / Güsän oziroma Kuxian / Quxian namesto Küshän ali Kušan. Druga, sorodna kitajska transliteracija je Ku-sien.
Transkripcije imena Kušan v indijskih pisavah iz pozne antike vključujejo črkovanje Guṣân in se očitno odražajo v vsaj eni kotansko-tibetanski transkripciji.
Obliki Kūsān in Kūs sta izpričani v delu Tarikh-i-Rašidi iz 16. stoletja. Obe imeni, kot tudi Kos, Kucha, Kujar itd., sta bili uporabljeni za sodobno Kuča.
Kitajska imena Kuča – 曲先; 屈支 屈茨; 丘慈 丘玆 邱慈; 俱支曩; 歸兹; 拘夷; 苦叉 in; 姑藏 – so bila romanizirana kot Quxian, Quici, Chiu-tzu, Kiu-che, Kuei-tzu, Guizi, Juyi, Kucha in Guzang. Čeprav je bilo 龜玆 včasih romanizirano kot Qiuzi (ali Wade-Giles: Ch'iu-tzu), to na splošno velja za napačno; drugi zlog je pravilneje predstavljen kot ci (Wade-Giles: tz'u).

## Zgodovina

### Kraljestvo
Dolgo časa je bila Kuča najbolj naseljena oaza v Tarimski kotlini. Kot srednjeazijska metropola je bila del gospodarstva svilne poti in je bila v stiku s preostalo srednjo Azijo, vključno s Sogdiano in Baktrijo, in s tem tudi s kulturami Južne Azije, Irana in obalnih območij Kitajske. Glavno prebivalstvo Kuče je bilo indoevropsko, del starodavnega prebivalstva Tarimske kotline, znanega kot Toharci, Kučani pa so govorili indoevropski jezik, znan kot toharščina. Kitajski viri iz 2. stoletja pred našim štetjem res omenjajo indoevropske populacije Vusun z modrimi očmi in rdečimi lasmi na območju reke Ili, severozahodno od Kuče. Kitajski uradnik in diplomat Džang Čjan je potoval po območju proti zahodu, da bi obiskal Srednjo Azijo v 2. stoletju pred našim štetjem in se ustavil v Kuči. Kitajske kronike pripovedujejo, da je princesa Šijun, princesa Hanov, poročena s kraljem Vusunom, imela hčerko, ki so jo leta 64 pr. n. št. poslali na dvor Hanov, a ko se je hči na poti ustavila v Kuči, se je odločila, da se poroči s kraljem kraljestvo Kuča. Rimski Maes Titian je obiskal območje Kuča v 2. stoletju našega štetja. Po Knjigi Hanov (dokončana leta 111 n. št.) je bila Kuča največje od »šestintridesetih kraljestev zahodnih regij« z 81.317 prebivalci, vključno z 21.076 osebami, ki so lahko nosile orožje. Kraljevina Kuča je zasedla strateški položaj na severni svilni poti, kar ji je prineslo blaginjo in jo naredilo za bogato trgovsko in kulturno središče.

#### Spor Han-Šjongnu
Med poznejšo dinastijo Han (25–220 n. št.) je Kuča s celotno Tarimsko kotlino postala žarišče rivalstva med Šjongnu na severu in Kitajci na vzhodu. Leta 74 n. št. so kitajske čete začele prevzemati nadzor nad Tarimsko kotlino z osvojitvijo Turpana. V 1. stoletju našega štetja se je Kuča uprla kitajski invaziji in se povezala s Šjongnu in Juedži proti kitajskemu generalu Ban Čau.  Celo Kušansko cesarstvo Kujula Kadphises je poslalo vojsko v Tarimsko kotlino, da bi podprlo Kučo, vendar so se po manjših spopadih umaknili.

#### Kitajsko osvajanje
Leta 124 se je Kuča uradno podredila kitajskemu dvoru in do leta 127 je Kitajska osvojila celotno Tarimsko kotlino. Kuča je postala del zahodnega protektorata kitajske dinastije Han, pri čemer je kitajski nadzor nad svilno potjo olajšal izmenjavo umetnosti in širjenje budizma iz Srednje Azije. Rimski Maes Titianus je obiskal območje v 2. stoletju našega štetja, kot tudi številni veliki budistični misijonarji, kot so Partčan An Šigao, Juedži Lokaksema in Dži Čjan ali Indijec Ču Šo-fu (竺朔佛). Okrog leta 150 n. št. se je kitajska moč na zahodnih ozemljih umaknila, Tarimska kotlina in njene mestne države pa so ponovno pridobile neodvisnost.

#### Svilna pot iz 4. in 5. stoletja
Kuča je postala zelo močna in bogata v zadnji četrtini 4. stoletja n. št., kmalu pa je prevzela večino trgovine vzdolž svilne poti na račun južne svilne poti, ki je ležala ob južnem robu Tarimske kotline. Po Džinšuju je bila Kuča zelo utrjena, imela je čudovito kraljevo palačo, pa tudi številne budistične stupe in templje:
Povsod so utrjena mesta, njihova obzidja so trikratna, v notranjosti je na tisoče budističnih stup in templjev (...) Kraljeva palača je veličastna, žareča kot nebeško bivališče«.— Jinšu, Book 97.
Kultura je cvetela in indijske sanskrtske spise je prevajal kučeanski menih in prevajalec Kumaradživa (344–413 n. št.), sam sin moža iz Kašmirja in kučejske matere. Južni kraljestvi Šan-šan in Džuši (Turpan in Džjaohe) sta prosili Kitajsko za pomoč pri boju proti Kučiju in njenemu sosedu Karašarju. Kitajskega generala Lü Guanga je z vojaško silo poslal cesar Fu Džjan (357-385) iz nekdanje dinastije Čin (351-394). Lu-Guang je leta 383 n. št. dosegel predajo Karašarja in osvojil Kučo. Lu-Guang je omenil močne oklepe vojakov Kuča, vrsto sasanidskega verižnega oklepa in lamelnega oklepa, ki ga je mogoče videti tudi na poslikavah v jamah Kizil:
Bili so spretni s puščicami in konji ter dobri s kratkimi in dolgimi sulicami. Njihov oklep je bil kot verižni člen; tudi če jo nekdo izstreli, [puščica] ne more vstopiti.— Biography of Chinese General Lü Guang
Lu-Guang se je kmalu upokojil in cesarstvo Fu Džjan se je sesulo proti Vzhodnemu Džinu, on pa je ustanovil svojo kneževino v Gansuju, s čimer je s seboj pripeljal Kumaradživo.

#### 6. stoletje
Znano je, da so veleposlaniki Kuče obiskali kitajski dvor cesarja Juana iz Ljanga v njegovi prestolnici Džingdžou v letih 516–520 n. št., v ali približno istem času kot tamkajšnja veleposlaništva heptalitov. Veleposlanik iz Kuče je ilustriran na Portretih periodične daritve Ljanga, naslikanih v letih 526–539 n. št., katerih kopija Song iz 11. stoletja je ohranjena.
Kitajski romar Šuanzang je obiskal Kučo in v 630-ih letih 19. stoletja podrobno opisal Kučo, naslednji pa so odlomki iz njegovih opisov:
Tla so primerna za riž in žito ... rodi grozdje, granatna jabolka in številne vrste sliv, hrušk, breskev, mandljev ... Tla so bogata z minerali - zlato, baker, železo, svinec in kositer. Zrak je mehak in manire ljudi poštene. Slog pisanja je indijski, z nekaj razlikami. Prekašajo druge države v svoji veščini igranja na lutnjo in piščal. Oblačijo se z okrasnimi oblačili iz svile in vezenin ... V tej državi je približno sto samostanov s pet tisoč in več učenci. Ti pripadajo hinajana šoli Sarvastivad. Njihov nauk in njihova disciplinska pravila so podobna indijskim in tisti, ki jih berejo, uporabljajo iste izvirnike... Približno 40 lijev severno od tega puščavskega mesta sta dva samostana blizu skupaj na pobočju gore... Zunaj zahodnih vrat glavnega mesta, na desni in levi strani ceste, so pokončne figure Bude, visoke približno 90 čevljev.
Znotraj regije se je razvil poseben glasbeni slog in kučeanska glasba je postala priljubljena, ko se je širila po trgovskih linijah svilne poti. Živahne prizore kučeanske glasbe in plesa je mogoče najti v jamah Kizil in so opisani v spisih Šuanzanga. »[L]e lepe dame in dobrotnice iz Kizila in Kumture v svojih telesih z ozkim pasom in obsežnih krilih se spominjajo – ne glede na budistično tematiko – da so na vseh postajališčih vzdolž svilne poti, v vseh bogatih karavanskih mestih Tarim, Kuča, je bil znan kot mesto užitkov in vse do Kitajske so moški govorili o njegovih glasbenikih, plesalkah in kurtizanah. v kitajščini znana kot pipa. Na primer, v zbirki muzeja Guimet dve figuri glasbenic Tang predstavljata dve prevladujoči tradiciji: ena igra na pipo, druga pa na kitajski džjegu (boben v indijskem slogu). Glasba Kuča se je skupaj z drugo zgodnjesrednjeveško glasbo v istem obdobju prenesla s Kitajske na Japonsko in je tam ohranjena, nekoliko spremenjena, kot gagaku ali japonska dvorna glasba.

### 7. do 13. stoletja
Po osvojitvi dinastije Tang v zgodnjem 7. stoletju, med kampanjo cesarja Taizonga proti zahodnim regijam, so Han Kitajci mesto Kuča šteli za eno od štirih garnizij Anši: pacificiranega zahoda oz. celo njen sedež.
V nekaj desetletjih prevlade Tibetanskega cesarstva v poznem 7. stoletju je bila Kuča običajno vsaj napol neodvisna.
V 8. in 9. stoletju so se Ujguri vedno bolj priseljevali na to območje. Po uničenju Ujgurskega kaganata s strani kirgiških sil leta 840 je Kuča postala pomembno središče Ujgurskega kraljestva Čočo.
Obsežne ruševine starodavne prestolnice in templja Subaši (kitajsko Čjuci), ki je bil zapuščen v 13. stoletju, ležijo 20 kilometrov severno od sodobne Kuče.

### Sodobna Kuča
Francis Younghusband, ki je šel skozi oazo leta 1887 na svojem potovanju iz Pekinga v Indijo, je okrožje opisal kot »verjetno« okoli 60.000 prebivalcev. Sodobno kitajsko mesto je obsegalo okoli 590 m² z obzidjem, visokim 7,6 m, brez bastijonov ali zaščite vrat, okoli njega pa je bil jarek, globok približno 6,1 m. Bilo je polno hiš in »nekaj slabih trgovin«. »Turške hiše« so segale tik do roba jarka, jugovzhodno od Kitajske so bili ostanki starega mesta, vendar je bila večina trgovin in hiš zunaj njega. Približno 730 m severno od kitajskega mesta so bile vojašnice za 500 vojakov iz garnizona, za katerega je ocenil, da skupaj šteje približno 1500 mož, ki so bili oboroženi s starimi puškami Enfield »z oznako Tower«.
Sodobna Kuča je del okrožja Kuča v Šindžjangu. Razdeljeno je na novo mesto, ki vključuje Ljudski trg in prometno središče, ter staro mesto, kjer se nahaja petkova tržnica ter ostanki nekdanjega mestnega obzidja in pokopališča. Poleg kmetijstva mesto proizvaja tudi cement, preproge in druge gospodinjske potrebščine v lokalnih tovarnah.

## Arheološke raziskave
V regiji je več pomembnih arheoloških najdišč, ki sta jih raziskali tretja (1905–1907, vodil Albert Grünwedel) in četrta (1913–1914, vodil Albert von Le Coq) nemška odprava v Turpan. Tista v neposredni bližini vključujejo jamo Ačik-Ilek in Subaši.

## Kuča in budizem
Kuča je bila pomembno budistično središče od antike do poznega srednjega veka. Budizem je bil uveden pred koncem 1. stoletja, vendar je kraljestvo šele v 4. stoletju postalo glavno središče budizma, predvsem sarvastivade, sčasoma pa tudi mahajanskega budizma v ujgurskem obdobju. V tem pogledu se je razlikoval od Khotana, kraljestva na južni strani puščave, v katerem je prevladovala mahajana.
Po knjigi Džin je bilo v 3. stoletju v Kuči skoraj tisoč budističnih stup in templjev. V tem času so kučanski menihi začeli potovati na Kitajsko. V 4. stoletju je prišlo do nadaljnje rasti budizma v kraljestvu. Palača naj bi bila podobna budističnemu samostanu z izklesanimi kamnitimi Budami, samostani po mestu pa so bili številni.
Kuča je znana kot dom velikega prevajalca meniha Kumāradžīve (344–413) iz 5. stoletja.

### Menihi
Po-Jen
Menih iz kraljeve družine, znan kot Po-Jen, je od 256-260 potoval v kitajsko prestolnico Luojang. Leta 258 je v znamenitem kitajskem templju Belega konja v kitajščino prevedel šest budističnih besedil, vključno s Sutro neskončnega življenja, pomembno sutro v budizmu čiste dežele.
Po-Śrīmitra
Po-Śrīmitra je bil še en kučanski menih, ki je od leta 307 do 312 potoval na Kitajsko in prevedel tri budistična besedila.
Po-Jen
Drugi kučanski budistični menih, znan kot Po-Jen, je odšel v Liangdžou (sodobni Vuvei, Gansu, Kitajska) in naj bi bil zelo spoštovan, čeprav ni znano, da bi prevedel katero koli besedilo.

## Toharski jeziki
Jezik Kuče, kot dokazujejo ohranjeni rokopisi in napisi, je bil Kuśiññe, znan tudi kot toharščina B ali zahodnotoharščina, indoevropski jezik. Kasneje, pod ujgursko prevlado, je kraljestvo Kuča postopoma postalo turško govoreče. Kuśiññe je bil popolnoma pozabljen do zgodnjega 20. stoletja, ko so na različnih lokacijah v Tarimski kotlini odkrili napise in dokumente v dveh sorodnih (vendar medsebojno nerazumljivih) jezikih. Nasprotno, toharščina A ali Ārśi je bila domača v regiji Turpan (pozneje znano kot Turfan) in Agni (Čarašähär; Karašar), čeprav se zdi, da so tam govorili tudi jezik Kuśiññe.
Medtem ko so napisani v srednjeazijski pisavi brahmi, ki se običajno uporablja za indoiranske jezike, toharski jeziki (kot so jih poimenovali sodobni učenjaki) spadajo v skupino centum indoevropskih jezikov, ki so sicer domači v južni in zahodni Evropi. Natančno datiranje znanih toharskih besedil je sporno, vendar so bila napisana okoli 6. do 8. stoletja n. št. (čeprav so govorci toharščine morali prispeti v regijo veliko prej). Oba jezika sta izumrla pred približno letom 1000 n. Znanstveniki še vedno poskušajo sestaviti popolnejšo sliko teh jezikov, njihovega izvora, zgodovine in povezav itd.

## Sosedi
Kraljestvo je na zahodu mejilo na Aksu in Kašgar ter na vzhodu na Karasahr in Turpan. Preko puščave Takla Makan na jugu je bil Khotan.

## Kuča in jame Kizil
Jame Kizil ležijo približno 70 kilometrov severozahodno od Kučhe in so bile vključene v bogato kraljestvo Kuča iz 4. stoletja. Jame trdijo, da izvirajo od kraljeve družine starodavne Kuče, natančneje lokalne legende, ki vključuje princeso Zaoerhan, hčerko kralja Kuča. Med lovom je princesa srečala lokalnega zidarja in se vanj zaljubila. Ko se je zidar obrnil na kralja, da bi ga prosil za dovoljenje, da se poroči s princeso, je bil kralj zgrožen in ostro proti zvezi. Mladeniču je rekel, da ne bo dal dovoljenja, če zidar ne izkleše 1000 jam v lokalne hribe. Odločen je zidar odšel v hribe in začel klesati, da bi se dokazal kralju. Po treh letih in izklesanju 999 jam je zaradi izčrpanosti dela umrl. Razburjena princesa je našla njegovo truplo in žalovala do smrti, zdaj pa naj bi bile njene solze trenutni slapovi, ki se zlivajo po nekaterih stenah jame.